# Rita Savagnone
 Rita Savagnone, née à Rome le 19 septembre 1939, est une actrice et doubleuse italienne.

## Biographie
Rita Savagnone est la fille de Giuseppe Savagnone et de Rosella Marraffa. Elle est restée mariée à l'acteur et doubleur Ferruccio Amendola jusqu'en 1971 puis s'est remariée au dramaturge Manlio Santanelli (it).
Rita Savagnone a assuré le doublage d'acteurs pour le cinéma et la télévision comme entre autres Liza Minnelli, Vanessa Redgrave, Whoopi Goldberg, Shirley MacLaine, Elizabeth Taylor, Eva Marie Saint, Debbie Reynolds, Romy Schneider, Kathy Bates, Kim Novak, Raquel Welch et Greta Garbo. Elle prête sa voix à Sophia Loren dans certains films hollywoodiens comme Lady L, à Farrah Fawcett dans Drôles de dames et Joan Collins dans Dynastie.
Dans Divorce à l'italienne elle a assuré simultanément le doublage de Stefania Sandrelli et de Daniela Rocca et dans Django elle prête sa voix à Loredana Nusciak. Elle a aussi donné sa voix dans des dessins animés comme Astérix et Cléopâtre.
À la télévision, elle joue de 2006 à 2014 le rôle de Gabriella Lanfranchi, dans la série I Cesaroni (it).
En 2012 elle est récompensée pour un « prix à la carrière » au Leggio d'oro.

## Filmographie partielle

### Actrice

#### Cinéma
- 1974 : Sistemo l'America e torno de Nanni Loy
- 1976 : Chi dice donna dice donna de Tonino Cervi
- 1976 : Novecento de Bernardo Bertolucci
- 1977 : Nenè de Salvatore Samperi
- 1986 : La Bonne de Salvatore Samperi
- 1985 : Le Pigeon vingt ans après (I soliti ignoti vent'anni dopo) de Amanzio Todini
- 1993 : L'Escorte (La scorta) de Ricky Tognazzi
- 2014 : La mossa del pinguino de Claudio Amendola

#### Télévision
- 1959 : I figli di Medea
- 1975 : L'edera
- 1976 : Camilla
- 1979 : L'assedio
- 1980 : Processo per l'uccisione di Raffaele Sonzogno giornalista romano
- 1981 : Adua
- 1986 : Una tranquilla coppia di killer
- 2006 - 2014 : I Cesaroni[3].